# Список песен Василия Соловьёва-Седого
Список песен Василия Соловьёва-Седого — хронологический перечень песен, написанных Василием Соловьёвым-Седым с 1931 по 1975 годы.
За свою творческую жизнь советский композитор написал свыше четырёхсот песен.

## Преамбула
После названия песни, в скобках, указан поэт (автор стихов), далее год создания. 

## Список
- Умолот (сл. С. З. Полоцкого, 1931)
- Баллада «Солдаты» (на cл. Э. Толлера, 1932)
- Баллада «Есть край за горами» (на cл. Э. Толлера, 1932)
- В Нижнем Новгороде с откоса (сл. Б. П. Корнилова, 1933)
- В том краю, где бор (сл. А. Д. Чуркина, 1933)
- Выходи сегодня на залив (сл. А. Д. Чуркина, посвящена П. Б. Рязанову, 1933)
- Другу (cл. А. Чуркина, 1933)
- На лыжи (сл. П. Ойфы, посвящена П. Б. Рязанову, 1933)
- Частушка (сл. В. Б. Азарова, 1934)
- Сказ о коннике (сл. А. Д. Чуркина, 1936)
- Хоровод (сл. В. Б. Азарова, 1936)
- Эх, колеса! (сл. П. Белова, 1936)
- Гибель Чапаева (сл. З. Н. Александровой, 1936)
- Парад (сл. А. И. Гитовича, 1936)
- Песня о Ленинграде (сл. Е. И. Рывиной, 1936)
- Казачья кавалерийская (сл. А. Д. Чуркина, 1936)
- Песня о лыжном переходе (сл. В. Б. Азарова, 1937)
- Едем, братцы, призываться (на cл. А. Д. Чуркина, 1938)
- Простая песенка (сл. А. А. Прокофьева, 1938)
- Уходит судно в дальний рейс (сл. П. Белова, 1938)
- Таежная (сл. В. М. Гусева, 1938)
- Песня балтийцев (сл. В. И. Лебедева-Кумача, 1939)
- Встань (сл. собств., 1939)
- Песенка Оли (сл. Е. А. Вечтомовой, 1939)
- Три внука (сл. А. В. Софронова, 1940)
- Встреча Буденного с казаками (на cл. А. Д. Чуркина, 1941)
- Гармоника (сл. A. Фатьянова, 1941)
- Комсомольская военная (сл. Н. Верховского, 1941)
- Отечественная война (сл. А. Л. Решетова, 1941)
- Песня смелых (сл. А. А. Суркова, 1941)
- Вечер на рейде (сл. А. Д. Чуркина, 1941)
- Играй, мой баян (сл. Л. Н. Давидович, 1941)
- Возвращение (сл. B. М. Гусева, 1942)
- Вступительная песенка прифронтового театра «Ястребок» (сл. собств., 1942)
- Выше голову (сл. А. Фатьянова, 1942)
- Жди меня (романс, cл. К. М. Симонова, 1942)
- Катерочки (сл. Р. Ромен, 1942)
- Морячка (сл. М. В. Исаковского, 1942)
- Над Родиной грозные тучи (сл. И. П. Уткина, 1942)
- Походная (сл. А. И. Гитовича, 1942)
- С милой сердцу Кубани (сл. В. М. Гусева, 1942)
- Уральская походная (сл. C. Стрижова, 1942)
- Уральцы бьются здорово (сл. А. Л. Барто, 1942)
- Вася Крючкин (сл. В. М. Гусева, 1942)
- О чем ты тоскуешь, товарищ моряк? (сл. В. И. Лебедева-Кумача, 1942)
- Гаданье (сл. А. И. Фатьянова, 1943)
- Ехал казак воевать (сл. А. И. Фатьянова, 1943)
- Как казак в плен попал (сл. А. И. Фатьянова, 1943)
- Баллада о Матросове (сл. А. И. Фатьянова, 1943)
- Не тоскуй, моя царица (сл. А. И. Фатьянова, 1943)
- Обиделись девушки (сл. А. И. Фатьянова, 1943)
- Шел отряд сторонкой (сл. А. И. Фатьянова, 1943)
- Южно-Уральская (cл. А. Фатьянова, 1943)
- Берёзка золотая (cл. В. М. Гусева, 1943)
- Весенняя песня (cл. В. М. Гусева, 1943)
- Россия (cл. В. А. Дыховичного, 1943)
- Шёл солдат (cл. В. А. Дыховичного, 1943)
- Танкоград (сл. Б. Гольдберга, 1943)
- Шахтёрская застольная (сл. М. Д. Львова, 1943)
- Шахтёрская клятва (сл. В. Винникова, 1943)
- На солнечной поляночке (сл. А. И. Фатьянова, 1943)
- Как за Камой за рекой (сл. В. М. Гусева, 1943)
- Песня мщения (сл. А. И. Фатьянова, 1943)
- Когда песню поёшь (сл. В. М. Гусева, 1943)
- Было нас четыре друга (сл. Л. Н. Давидович, 1944)
- Дело было к вечеру (сл. Л. Карелиной, 1944)
- Ехали казаки (сл. М. М. Вершинина, 1944)
- Разговор (сл. С. Б. Фогельсона, 1944)
- Узкая скамеечка (сл. Б. Гольдберга, 1944)
- Не тревожь ты себя, не тревожь (сл. М. В. Исаковского, 1944)
- Соловьи (сл. А. И. Фатьянова, 1944)
- Ничего не говорила (сл. А. И. Фатьянова, 1944)
- Ягода (сл. В. Винникова, 1944)
- Баллада о солдатском сне (сл. А. А. Прокофьева, 1944)
- Наша Родина — Россия (сл. А. А. Прокофьева, 1944)
- Далеко иль недалечко (cл. А. И. Фатьянова, 1945)
- Далеко родные осины (cл. А. И. Фатьянова, 1945)
- Дождик (cл. А. И. Фатьянова, 1945)
- Звёздочка (cл. А. И. Фатьянова, 1945)
- Песня про незадачливого штурмана (cл. А. И. Фатьянова, 1945)
- Про Васеньку (cл. А. И. Фатьянова, 1945)
- У лесной опушки (на cл. А. В. Софронова, 1945)
- У-2 (cл. С. Б. Фогельсона, 1945)
- Перед боем (сл. собств., 1945)
- У лесной опушки (сл. А. В. Софронова, 1945)
- Давно мы дома не были (сл. А. И. Фатьянова, 1945)
- Краснофлотская бабушка (cл. А. В. Софронова, 1945)
- Матросские ночи (сл. С. Б. Фогельсона, 1945)
- Пора в путь-дорогу (сл. С. Б. Фогельсона, 1945)
- Мы, друзья, перелётные птицы (cл. А. И. Фатьянова, 1945)
- Услышь меня, хорошая (сл. М. В. Исаковского, 1945)
- Наш город (сл. А. И. Фатьянова, 1945)
- Едет парень на телеге (сл. Н. В. Глейзарова, 1946)
- На лодке (сл. В. И. Лебедева-Кумача, 1946)
- Песня о краснодонцах (сл. С. Г. Острового, 1946)
- Василёк (сл. А. Д. Чуркина, 1946)
- До скорой встречи (cл. С. Б. Фогельсона, 1946)
- Застольная (cл. С. Б. Фогельсона, 1946)
- Песня нахимовцев (cл. С. Б. Фогельсона, 1946)
- Пляс-перепляс (cл. С. Б. Фогельсона, 1946)
- На лодке (сл. В. И. Лебедева-Кумача, 1946)
- Страдание (cл. А. И. Фатьянова, 1946)
- Веселая песенка о начальнике станции (cл. А. И. Фатьянова, 1947)
- Разговорчивый минёр (сл. А. И. Фатьянова и С. Б. Фогельсона, 1947)
- Где же вы теперь, друзья-однополчане? (сл. А. И. Фатьянова, 1947)
- Стали ночи светлыми (сл. А. И. Фатьянова, 1947)
- Тропки-дорожки (сл. А. И. Фатьянова, 1947)
- Поёт гармонь за Вологдой (сл. А. И. Фатьянова, 1947)
- Золотые огоньки (сл. А. И. Фатьянова, 1947)
- Моя родная сторона (сл. С. Б. Фогельсона, 1947)
- В жизни так случается (Человеку человек) (сл. Н. Д. Лабковского и Б. С. Ласкина, 1947)
- Комсомольская прощальная (сл. А. А. Галича, 1947)
- Простимся, ребята, с отцом-командиром (cл. А. И. Фатьянова, 1948)
- Солнце встаёт (сл. Л. И. Ошанина, 1948)
- Стой! Кто идет? (сл. С. Погорельского, 1948)
- Где ж ты, мой сад? (сл. А. И. Фатьянова, 1948)
- Студенческая попутная (сл. С. Б. Фогельсона, 1949)
- Марш нахимовцев (сл. Н. В. Глейзарова, 1949)
- Песня колхозной невесты (cл. С. Б. Фогельсона, 1949)
- У родного Иртыша (cл. Н. В. Глейзарова, 1949)
- Пастушонок (сл. собств., 1940-е гг.)
- Золотые руки (сл. Н. Глейзарова, 1950)
- Вёрсты (сл. Л. И. Ошанина, 1951)
- Студенческая песня (cл. Л. И. Ошанина, 1951)
- Ночи белые стоят над Ленинградом (сл. С. Б. Фогельсона, 1951)
- Песня о садах (обе на cл. А. Д. Чуркина, 1952)
- Мой друг — коммунист (сл. С. Б. Фогельсона, 1952)
- Камыши (сл. А. Д. Чуркина, 1952)
- Азовская партизанская (сл. Л. Г. Зорина, 1952)
- Самовары (сл. Н. В. Глейзарова, 1953)
- Летняя песенка (сл. Н. В. Глейзарова, 1954)
- Степь кругом (сл. Н. Д. Лабковского, 1954)
- Студенческая песня (сл. С. Б. Фогельсона, 1954)
- Что нам ветры (сл. А. И. Фатьянова, 1954)
- В путь (сл. М. А. Дудина, 1955)
- Зорька догорает (сл. Н. В. Глейзарова, 1955)
- Ленинградская весенняя (сл. С. Б. Фогельсона, 1955)
- Праздничная (сл. А. И. Фатьянова, 1955)
- Станция «Снегири» (сл. М. Л. Матусовского, 1955)
- Фестивальная песенка (сл. Н. В. Глейзарова, 1956)
- Подмосковные вечера (сл. М. Л. Матусовского, 1956)
- Если бы парни всей земли (сл. Е. А. Долматовского, 1957)
- Дорога, дорога (сл. С. Б. Фогельсона, 1957)
- Вечерняя песня (сл. А. Д. Чуркина, 1957)
- Горят огни вечерние (сл. С. Б. Фогельсона, 1957)
- Над рекой Одер (сл. М. Л. Матусовского, 1957)
- Не испанская серенада (cл. М. Матусовского, 1957)
- Куплеты (сл. С. Б. Фогельсона, 1958)
- С добрым утром, комсомольцы (сл. А. Д. Чуркина, 1958)
- Старому другу (сл. М. Л. Матусовского, 1958)
- Вёрсты (сл. Л. И. Ошанина, 1959)
- Солдат — всегда солдат (сл. М. Л. Матусовского, 1959)
- Любите свой завод (сл. А. Д. Чуркина, 1959)
- Новгород Великий (сл. А. А. Прокофьева, 1959)
- Улица Московская (сл. М. Л. Матусовского, 1959)
- Хороший сон (cл. М. Л. Матусовского, 1960)
- Баллада о солдате (сл. М. Л. Матусовского, 1961)
- Там, говорят, бураны (сл. Л. И. Ошанина, 1961)
- Баллада об отце и сыне (сл. Е. А. Долматовского, 1961)
- Карнавал (cл. А. Д. Чуркина, 1961)
- Я не зову (cл. А. Д. Чуркина, 1961)
- Про цирк (сл. М. Л. Матусовского, 1962)
- Что такое не везёт (cл. М. Л. Матусовского, 1962)
- Ровесники-погодки (сл. Л. И. Ошанина, 1962)
- В белую ночь (сл. С. Б. Фогельсона, 1963)
- Вновь к черемухе душистой (сл. А. И. Фатьянова, 1963)
- Курганы (сл. Е. А. Долматовского, 1963)
- На Дунае (сл. М. Л. Матусовского, 1963)
- Сёстры, сёстры (сл. Л. И. Ошанина, 1963)
- Раз-два! (сл. С. Б. Фогельсона, 1964)
- Берег северный (сл. С. Б. Фогельсона, 1964)
- Караганда (сл. С. Б. Фогельсона, 1964)
- Марш молодых рыбаков (сл. С. Б. Фогельсона, 1964)
- Нева (сл. С. Б. Фогельсона, 1964)
- Три подружки (сл. С. В. Погореловского, 1964)
- Добрый край, Азербайджан (совм. с Т. А. Кулиевым, cл. К. М. Симонова, 1964)
- Огненные годы (сл. Е. А. Долматовского, 1964)
- Посошок (сл. Е. А. Долматовского, 1964)
- София — Москва (совм. с Д. Добриевым, cл. В. Башева, 1964)
- В вечерний час (сл. С. Д. Давыдова, 1965)
- Долгожданная (cл. А. Д. Чуркина, 1965)
- Песня о неизвестном солдате (cл. А. Д. Чуркина, 1965)
- Никто не забыт (сл. М. Л. Матусовского, 1965)
- Песня о неизвестном матросе (Бескозырка; Над Кронштадтскою крепостью полночь темна…) (сл. М. Л. Матусовского, 1965)
- Что солдату надо (сл. С. Б. Фогельсона, 1965)
- Гитара (сл. А. И. Лядова, 1965)
- Ап-чхи! (сл. Е. Гвоздева, 1967)
- Гимн Родине и солдату (сл. М. Кривицкого, 1967)
- Наши девочки (сл. М. И. Танича, 1967)
- Пермь (сл. Г. Я. Горбовского, 1967)
- Письмо из экспедиции (сл. Г. Я. Горбовского, 1967)
- Порхов (сл. Г. Я. Горбовского, 1967)
- Ходит умница по городу (cл. Г. Я. Горбовского, 1967)
- Песня о командире И. В. Зуеве (сл. школьника Никиты Марунова, 1967)
- И я остаюсь на войне (сл. М. И. Танича, 1968)
- Лирическая песня (cл. А. Д. Чуркина, 1968)
- Партизанская (cл. А. Д. Чуркина, 1968)
- Плывут теплоходы (сл. В. Н. Орлова, 1968)
- Суздаль (сл. М. Л. Матусовского, 1968)
- А снег повалится (сл. Е. А. Евтушенко, 1969)
- Куранты (сл. М. Л. Матусовского, 1969)
- Разговор с городом (сл. Ю. Капустина, 1971)
- Комсомолом гордится страна (сл. М. С. Пляцковского, 1971)
- Песня солидарности (сл. собств., 1971)
- О почтальонах (сл. М. И. Ножкина, 1972)
- Сестрёнка (сл. Я. А. Голякова, 1972)
- Солдат влюбиться не успел (сл. Е. А. Долматовского, 1972)
- Двадцатый век (сл. С. Б. Фогельсона, 1973)
- Песня о России (сл. Г. Я. Горбовского, 1973)
- Пионерская песня (сл. С. Б. Фогельсона, 1973)
- Коньки, коньки… (сл. С. Б. Фогельсона, 1974)
- Шикарный баритон (сл. Г. Я. Горбовского, 1974)
- Иду, пою, улыбаюсь (сл. С. Б. Фогельсона, 1975)
- Обелиски (сл. М. Румянцевой, 1975), цикл «Мой современник» (сл. С. Фогельсона, Г. Горбовского, А. Шутко, М. Румянцевой, 1975)
- В жизни так случается (сл. Н. Д. Лабковского в соавт. с Б. Ласкиным)